# سیسیلیا سالوائی
سیسیلیا سالوائی (انگلیسی: Cecilia Salvai؛ زادهٔ ۲ دسامبر ۱۹۹۳) بازیکن فوتبال اهل ایتالیا است.
از باشگاه‌هایی که در آن بازی کرده‌است می‌توان به باشگاه فوتبال زنان یوونتوس اشاره کرد.
وی همچنین در تیم‌های ملی فوتبال Italy women's national under-19 football team, Italy women's national under-20 football team، و زنان ایتالیا بازی کرده‌است.